# Radek Malý
Radek Malý (* 24. července 1977 Olomouc) je český básník, autor knížek pro děti, překladatel a vysokoškolský učitel.

## Život a tvorba
Narodil se v Olomouci, kde vyrůstal na sídlišti Povel. Na Univerzitě Palackého vystudoval obor germanistika a bohemistika. Na germanistice byl žákem Ludvíka Kundery, který se velmi dobře orientoval v německém expresionismu. Radek Malý působí jako vysokoškolský pedagog, překladatel z němčiny a redaktor.

### Tvorba
Publikoval básnické sbírky Lunovis (2001), Vraní zpěvy (2002), Větrní (2005) a Malá tma (2008). Za sbírku Větrní dostal cenu Magnesia Litera za poezii, mimo jiné se slovy „Jistě jeden z nepochybných a nejvýraznějších talentů, jaké má česká poezie prvního desetiletí 21. století.“ Poezie Radka Malého je ovlivněna expresionismem, avšak obohacena o současnou poetiku.[zdroj?] Malého jazyk se vyznačuje hravostí a tvůrčí invencí, časté jsou novotvary, nekonvenční rýmy nebo libozvučně znějící slova.[zdroj?] Motiv mravního úpadku moderní konzumní doby se objevuje např. ve sbírkách Větrní a Malá tma. Častým tématem jeho básní je cestování, ať už hromadnou dopravou po republice nebo evropskými městy. Básně obsahují také množství odkazů na trauma světové války a intertextuálních odkazů. Malého dvojjazyčnost se v jeho poezii často prolíná v německých slovech a reáliích.
Překládá poezii Georga Trakla – výbor Podzimní duše vyšel roku 2005 v nakladatelství BB Art – dále Ericha Kästnera, Rainera Marii Rilka, Paula Celana, Hugo Sonnenscheina a dalších. Ze současných básníků přeložil např. Karla Lubomirského (výbor Pták nad hořícím lesem, BB-Art, 2003), zabývá se i překlady středověkých německých milostných písní. Připravil také antologii německé expresionistické poezie s názvem Držíce v drzých držkách cigarety (BB Art 2007), do které sám přeložil básně např. Georga Heyma, Jakoba van Hoddise, Georga Trakla nebo Franze Werfela.
Píše rovněž pro děti, spolu s PaedDr. Hanou Mikulenkovou je autorem učebnic českého jazyka a literatury pro první stupeň základní školy (Prodos, 2004), dále autorského Slabikáře s ilustracemi Matěje Formana (Prodos, 2004). Svými básněmi přispěl i do knihy Šmalcova abeceda (Baobab, 2005). Dětem je určen i příběh František z kaštanu, Anežka ze slunečnic (Meander, 2006, ilustrace Galina Miklínová), knížka básniček Kam až smí smích (Meander, 2009) a „poetický slovníček dětem v příkladech“ s názvem Lahůdky (2009). V roce 2011 vydal v nakladatelství Albatros obsahově a výtvarně výjimečnou knihu básní pro děti Listonoš vítr, na jejíž podzimní atmosféře se podílela uznávaná osobnost současného komiksu Pavel Čech. Jeho dětská poezie je příznačná humorem a množstvím jazykových nápadů. Ve spojení s originálními ilustracemi (Anna Neborová, Galina Miklínová, Matěj Forman, Petr Šmalec, Pavel Čech) patří k tomu nejlepšímu ze současné knižní tvorby pro děti. Je také autorem scénáře ke komiksu Desperáti, který pro ZOO Olomouc ilustroval Jozef Gerti Danglár.
Knižně dále publikoval literárněvědnou studii Spásná trhlina. Reflexe poezie Georga Trakla v české literatuře (2007). Je rovněž autorem dvou dramatických textů: Pocit nočního vlaku (2006, realizováno jako rozhlasová hra) a Černé Hoře (2008).

### Výuka
Od roku 2011 byl vedoucím Katedry tvůrčího psaní na Literární akademii Josefa Škvoreckého v Praze, kde nahradil ve funkci Ivonu Březinovou (2008–2011) a Alexandru Berkovou (2001–2008). V současnosti vede na Univerzitě Karlově v Praze a na Univerzitě Palackého v Olomouci (např. semináře kulturní publicistiky, české literatury pro děti a mládež). Společně s Antonínem Bajajou vyučoval také kurz tvůrčího psaní na Katedře bohemistiky Filozofické fakulty Univerzity Palackého, v čemž po Bajajově odchodu nadále pokračuje.

## Dílo

### Básnické sbírky
- Lunovis, BB Art, 2001 ISBN 80-7257-621-6
- Vraní zpěvy, Petrov, 2002 ISBN 80-7227-143-1
- Větrní, zcestné verše, Petrov, 2005 ISBN 80-7227-227-6
- Malá tma, Host, 2008 ISBN 978-80-7294-278-7

V této sbírce dokazuje autor vytříbenou formu svých veršů, které jsou většinou rytmicky vypilovány. Nebojí se pro rým užít slov odkazujících k současnosti (Koskenkorva Píč, IKEA), slovních přesmyček či hromadění slov podobných, což někdy působí výrazným eufonickým efektem. Lyrický subjekt často cestuje evropskými městy (např. Berlín, Řím) nebo dopravními prostředky a zachycuje atmosféru daného místa. Nepřehlédnutelné jsou intertextuální odkazy (Temno. Jako od Jiráska) a vliv expresionismu. Sbírka je proložena také množstvím slov z cizích jazyků, především z autorovy blízké němčiny.
- Světloplaší, 2012
- Všehomír, 2015
- Zahrada s meruňkami, včelami a mandloní, 2017
- Atlas bytostí, 2020
- Haiku, 2021
- Básně na děrné štítky, 2022
- Legendy a litanie, 2023

### Pro děti
- Slabikář, Prodos, 2004; spoluautor s PaedDr. Hanou Mikulenkovou
- Šmalcova abeceda, Baobab, 2005; spoluautor básniček
- František z kaštanu, Anežka ze slunečnic, Meander, 2006
- Kam až smí smích, Meander, 2009
- Listonoš vítr : (co přinesl a co mi šeptal), Albatros, Praha 2011
- Kamarádi z abecedy, Host, Brno 2013 [nedostupný zdroj]
- Laura a Klement - V městské džungli, Dynastie, Praha 2017
- Na procházce ve vlaku, 2018
- Dlouhá noc muzejní myši
- Rozára a Černý Petr čili O větrných mlýnech, 2020

### Dramatické texty
- Pocit nočního vlaku, 2006; realizováno jako rozhlasová hra
- Černé Hoře, 2008

### Účast v antologiích
- Czech literature at the turn of the millennium / Neue tschechische Literatur an der Jahrtausendwende, Ministerstvo kultury, Praha 2003
- Hvizd žlutého inkoustu (a facka). Texty k nové české literatuře na přelomu století., Radim Kopáč, Concordia 2003
- Cestou, Weles, Vendryně 2003
- Co si myslí andělíček, Větrné mlýny, Brno 2004
- Antologie nové české literatury 1995–2004, Fra, Praha 2004
- Antologie české poezie II. díl (1986–2006), Dybbuk, Praha, 2007

### Překlady
- Fürst-Fialová, Ingeborg; Expresionismus, Votobia, Olomouc 2000
- Strelka, Joseph P.; Literatura a politika, Demokracie a kultura, Brno 2000
- Kästner, Erich; Třináct měsíců (diplomová práce Markéty Šimkové, absolventky ateliéru ilustrace VŠUP Praha), Praha 2001
- Lubomirski, Karl; Pták nad hořícím lesem, BB-Art, Praha 2003
- Trakl, Georg; Podzimní duše, BB-Art, Praha 2005
- Koslowsky, Wehwalt; Óda na mozkoule / Ode an die Hirnhode (in: Bulletin k mezinárodnímu festivalu Poezie bez hranic/Poetry without borders, Olomouc 2003)
- Schütz, Xóchil A.; výběr z básní (in: Weles 1/2005)
- Halter, Jürg; výběr z básní (in: A2 kulturní týdeník, 2/2005)
- Držíce v drzých držkách cigarety, BB Art, Praha 2007, antologie z básní německého expresionismu
- Sonnenschein, Hugo; Zaběhl jsem se s toulavými psy, Dybbuk, Praha 2009
- Kaser, Norbert C.; Úplně malé pašije, Olomouc, společně s Davidem Vodou
- Kuhlmann, Torben: LINDBERGH - Dobrodružství létajícího myšáka, Praha 2014 (nakladatelství Dynastie)
- SCHOLZ, Roman Karl. Výbor z díla. Příprava vydání Ludvík Václavek; překlad Lucy Topoľská, Radek Malý. 1. vyd. Olomouc: Univerzita Palackého, 2014. 189 s. (POETICA MORAVIAE; sv. 6). ISBN 978-80-244-4067-5. (česky, současně vyšlo i německé vydání)
- Kuhlmann, Torben: ARMSTRONG - Dobrodružná cesta myšáka na Měsíc, Praha 2016 (nakladatelství Dynastie)
- Kuhlmann, Torben: EDISON - Záhada ztraceného myšího pokladu, Praha 2018 (nakladatelství Dynastie)
- Kuhlmann, Torben: Krtčí město, Praha 2018 (nakladatelství Dynastie)

### Knižní studie
- Spásná trhlina. Reflexe poezie Georga Trakla v české literatuře, Votobia, Olomouc 2007
- Ofélie a její sestry. Motiv utonulé dívky v evropské a české poezii, 2019

## Ocenění
- 2002 – nominace na cenu Magnesia Litera v kategorii Objev roku za básnickou sbírku Lunovis
- 2003 – Cena Jiřího Ortena za sbírku Vraní zpěvy
- 2004 – Nejkrásnější dětská kniha knižního veletrhu v Havlíčkově Brodě za rok 2004 (Slabikář, spoluautor)
- 2005 – Nejkrásnější česká kniha v kategorii Knihy pro děti a mládež (Šmalcova abeceda, spoluautor)
- 2006 – nominace knihy František z kaštanu, Anežka ze slunečnic na Zlatou stuhu v kategorii Beletrie pro děti a mládež
- 2006 – Magnesia Litera za sbírku Větrní[2]
- 2006 – Cena Českého rozhlasu 3 Vltava a zvláštní uznání v dramatické soutěži o Cenu Alfréda Radoka za drama Pocit nočního vlaku
- 2007 – Prémie Tomáše Hrácha za překlad knihy Držíce v drzých držkách cigarety
- 2008 – Čestné uznání rektora UP autorům vědeckých monografií za publikaci Spásná trhlina. Reflexe poezie Georga Trakla v české literatuře
- 2009 – Výroční cena Nadace ČLF v kategorii Původní literatura za sbírku Malá tma
- 2010 – Cena ministryně školství za přínos k rozvoji dětského čtenářství v anketě Suk 2009 za knihu Kam až smí smích
- 2012 – Magnesia Litera v kategorii literatury pro děti a mládež za sbírku Listonoš vítr
- 2014 – Čestná listina IBBY za Listonoš vítr[3]